# Sibila de Baviera
Sibila de Baviera (16 de junio de 1489 - 18 de abril de 1519) fue miembro de la Casa de Wittelsbach, princesa de Baviera por nacimiento y por matrimonio electora del Palatinado.

## Biografía
Sibila era la segunda hija del duque Alberto IV de Baviera (1447-1508) y la archiduquesa Cunegunda de Austria (1465-1520), hija del emperador Federico III del Sacro Imperio Romano Germánico. Se casó el 23 de febrero de 1511 en Heidelberg con el elector palatino Luis V (1478-1544).
Luis había estado comprometido previamente con su hermana mayor Sidonia, pero ella murió antes de casarse, a los 16 años. El matrimonio sirvió para suavizar las relaciones entre Baviera y el Palatinado, que se vieron gravemente afectadas por la Guerra de Sucesión de Landshut. Las relaciones entre el Palatinado y el emperador Maximiliano I, tío de Sibila, también mejoraron y Luis se acercó políticamente a la Liga de la Contra.
El matrimonio no tuvo hijos. Sibila murió en 1519 y fue enterrada en la Iglesia del Espíritu Santo de Heidelberg. Durante un tiempo, su hermano Ernesto reclamó su herencia, algo que fue denegado por su viudo y su hermano Guillermo IV, prometiéndole en cambio un alto cargo eclesiástico.